# Jack Jouett
John « Jack » Jouett, Jr., né le 7 décembre 1754 à Albemarle (Virginie) et mort le 1er mars 1822 à Peeled Oak (Kentucky), est un homme politique et un héros de la Révolution américaine, connu sous le nom « Paul Revere du Sud » pour avoir sauvé, à l’âge de vingt-sept ans, la Révolution avec sa chevauchée nocturne pour avertir Thomas Jefferson, alors gouverneur de Virginie et de l’Assemblée législative de Virginie, de l’approche de la cavalerie britannique envoyée pour le capturer.

## Les Jouett et la Révolution américaine
Issu d’une vieille famille normande d’origine huguenote installée en Touraine et descendant en droite ligne de Matthieu de Jouhet, maitre de cavalerie de Louis XIII,,, seigneur des Leveignac et lieutenant de la Maréchaussée du Limousin, dont le petit-fils, Daniel de Jouet, s’est établi, en 1686, dans la baie de Narragansett, dans le Rhode Island. Le grand-père de Jack, Jean, qui était le plus jeune fils de Daniel, s’est installé à Albemarle County, en Virginie.
Sa famille fut très active dans la cause révolutionnaire. Pendant la guerre d’indépendance américaine, Jack Jouett, une « armoire normande » mesurant 1,93 m de haut et pesant 100 kg, a occupé le grade de capitaine dans le 16e régiment de la milice de Virginie. Jouett et son père, John Sr., avaient signé la Déclaration d’Albemarle, document signé par 202 citoyens d’Albemarle reniant leur allégeance au roi George III. Au cours de la Révolution, le père de Jouett a fourni l’armée en rations de viande et les trois frères de Jouett ont servi dans l’armée, dont un qui fut tué à la bataille de Brandywine.

## La chevauchée
Le 1er juin 1781, l’interception d’une dépêche apprit au général anglais Cornwallis que le gouverneur Thomas Jefferson et les membres du gouvernement de Virginie, qui avaient échappé à l’attaque de Benedict Arnold sur la capitale de la Virginie, Richmond, avaient trouvé refuge à Charlottesville, en Virginie, chez le gouverneur Jefferson, à Monticello. Cornwallis donna au lieutenant-colonel Tarleton, dit le « boucher », l’ordre d’aller y capturer Jefferson et les législateurs virginiens qui comptaient de nombreux dirigeants révolutionnaires, dont Patrick Henry, Richard Henry Lee, Thomas Nelson, Jr. et Benjamin Harrison V.
Le 3 juin, le « boucher » quitta le camp de Cornwallis avec 180 cavaliers et 70 dragons des Royal Welsh Fusiliers. Son plan était de prendre les législateurs par surprise grâce à une manœuvre secrète extraordinairement rapide, où les derniers 110 km jusqu’à Charlottesville devaient être couverts en 24 heures.
Jouett qui, dans la nuit du 3 juin 1781, dormait sur la pelouse de la taverne de Cuckoo, entendit approcher la cavalerie du « boucher » et repéra ses White Coats. Sachant que les législateurs viriginiens étaient complètement sans défense, Jouett soupçonna, à juste raison, les intentions de la cavalerie. Les Britanniques n’ayant commencé que depuis peu d’importantes campagnes en Virginie, peu de combats y avaient eu lieu entre 1776 et 1780, et la plupart des forces viriginiennes avaient été déployées ailleurs, de sorte qu’hormis une petite force aux ordres de La Fayette, loin de Charlottesville, il y avait peu de forces armées en Virginie, ce qui écartait tout espoir de défense. La seule chance de Jefferson et des législateurs était donc d’être avertis afin de pouvoir s’échapper. Vers 22h, Jouett sauta rapidement sur sa monture et commença une chevauchée de 80 km entre Louisa et Charlottesville. La présence de la cavalerie britannique sur la route principale l’obligea à emprunter les sentiers abrupts et broussailleux, hérissés de rochers et bordés de déclivités dangereuses des sous-bois de la vieille route de montagne avec peut-être seule la pleine lune pour le guider, Jouett devant également chevaucher assez vite pour gagner les Anglais de vitesse.
De son côté, le « boucher » fit une pause de trois heures de repos au Palais de justice de Louisa. Ayant repris sa marche vers 2h, il tomba bientôt, à la taverne de Boswell, sur un convoi de onze chariots d’approvisionnement à destination de la Caroline du Sud, où le major-général Greene dirigeait le principal corps de l’Armée continentale dans le Sud, et auxquels il mit le feu avant de reprendre sa route. Ayant atteint, à l’aube, les plantations de l’explorateur Thomas Walker à Castle Hill, tandis qu’un détachement arrivait à Belvoir, chez son fils, John Walker, membre du Congrès Continental, le « boucher » y fit une pause d’une demi-heure, capturant différentes personnalités importantes dans les deux plantations.
Pendant ce temps, vers 4h30, Jouett, après avoir traversé un gué sur la rivière Rivanna dans la ville de Milton, montait les 260 m du sommet où se trouve Monticello. À son arrivée, il réveilla Jefferson et plusieurs législateurs de Virginie. Jefferson offrit un madère à Jouett qui repartit faire les 3 km restants pour avertir ceux qui étaient à Charlottesville. Lorsque le détachement britannique dirigé par le capitaine Kenneth McLeod arriva à Monticello, Jefferson, qui avait pris le temps de prendre le petit déjeuner avec les législateurs, observant Charlottesville avec son télescope jusqu’au moment où il les vit sur la pelouse de Monticello, avait sauté sur son cheval pour aller se cacher dans les bois.
Après avoir quitté Monticello, Jouett monta à la taverne du Cygne de son père, où logeaient la plupart des législateurs, qui décidèrent de s’enfuir et de se retrouver dans trois jours, le 7 juin, à Staunton, à 56 km à l’ouest. Seuls sept législateurs, dont Daniel Boone, représentant du comté de Fayette, ne purent s’échapper et furent pris. Jouett aida également à s’échapper le général Stevens qui, se remettant alors de blessures reçues à la bataille de Guilford Courthouse, ne pouvait galoper assez rapidement pour distancer les Anglais. Par chance, la cavalerie britannique se lança à la poursuite de Jouett, dont l’habitude excentrique de porter un superbe uniforme avec un habit écarlate et un chapeau à plumes leur laissa supposer qu’il devait être un haut gradé, tandis que Stevens, habillé comme l’as de pique, fut ignoré des Anglais, ce qui lui permit de leur échapper.

## Vie postérieure
En 1782, Jouett s’est installé dans le comté de Mercer, dans le futur État du Kentucky. Il fut législateur de l’État de Virginie et, lorsque le Kentucky est devenu un État indépendant, législateur de l’État du Kentucky, représentant du comté de Mercer, puis, de Woodford après qu’il s’y est installé. Éminent citoyen du Kentucky, Jouett y était ami avec Andrew Jackson et Henry Clay. En affaires, il se concentrait sur la sensibilisation et la reproduction du bétail, et l’importation d’animaux de l’Angleterre. À Mercer, il a épousé Sallie Robard, avec qui il eut 12 enfants, dont le célèbre portraitiste Matthew Harris Jouett. Mort chez sa fille dans le comté de Bath County et enterré à la ferme de "Peeled Oak" dans une tombe anonyme, son lieu de sépulture ne fut retrouvé qu’au XXe siècle.

## Postérité
Même s’il a conservé une certaine reconnaissance au niveau local, Jack Jouett est essentiellement passé à travers les mailles du filet de l’Histoire nationale américaine. Plusieurs soutiennent que son rôle est beaucoup plus important que celui de Paul Revere, qui n’a effectué que 24 km sur de bonnes routes en pleine lune, un exploit insignifiant comparé aux 80 km de ravins, d’ornières sans fond, de trous de boue et de plantes grimpantes du parcours de Jouett auquel aura manqué, somme toute, un atout, comme le célèbre poème d’Henry Wadsworth Longfellow à Revere, pour l’inscrire dans la conscience nationale américaine.

## Postérité et distinctions
Le législateur a reconnu sa dette envers Jouett en adoptant une résolution le 15 juin pour lui rendre hommage. Il fut décidé de lui donner, en signe de gratitude, une paire de pistolets et une épée. Il reçut les pistolets au bout de deux ans, mais il lui fallut attendre 18 ans de plus pour obtenir l’épée promise.

## Autorité
- Notices d'autorité :   - VIAF
  - ISNI
  - LCCN